# R-29 (misil)

R-29D

R-29 (en ruso: Р-29) fue el nombre de la familia de los primeros misiles balísticos intercontinentales para submarinos (SLBM) con cabezas nucleares, pertenecientes a la Unión Soviética.
Las primeras versiones fueron desarrolladas a finales de los años 1960.

## Versiones

### R-29 (designaciónOTAN:SS-N-8)
La versión original, cuyo primer vuelo de prueba tuvo lugar en 1969 y cuyo desarrollo finalizó en 1973.

#### Especificaciones
- Masa total: 32.800 kg
- Diámetro: 1,8 m
- Longitud total: 13,2 m
- Ojiva: 680 kg
- Alcance máximo: 7700 km
- CEP: 1,56 km

### R-29D (designación OTAN:SS-N-8; también conocido comoVysota)
Primer vuelo de prueba en 1976.

#### Especificaciones
- Masa total: 33.300 kg
- Diámetro: 1,8 m
- Longitud total: 13 m
- Ojiva: 860 kg
- Alcance máximo: 9100 km
- CEP: 0,97 km

### R-29RM (designación OTAN:SS-N-23)
Primer vuelo de prueba en 1983. Desarrollo finalizado en 1986.

#### Especificaciones
- Masa total: 40.300 kg
- Diámetro: 1,9 m
- Longitud total: 14,8 m
- Ojiva: 1810 kg
- Alcance máximo: 8310 km
- CEP: 0,9 km